# Каракульский район
Каракульский район (тума́н; узб. Qoraqoʻl tumani / Қоракўл тумани) — район в Бухарской области Узбекистана. Административный центр — город Каракуль. Район был образован в 1926 году.
В районе расположены 6 археологических памятника культурного наследия Узбекистана: остатки городища Пайкенд, Бад-асия и другие.

## Административно-территориальное деление
По состоянию на 1 января 2020 года, в состав района входят:
- Город районного подчинения
- 8 городских махалля посёлков:

1. Зарафшан махалля,
2. Эски калъа махалля,
3. Пахтакор махалля,
4. Чекирчи махалля,
5. Хужалар махалля,
6. Дустлик махалля,
7. Тайкир махалля,
8. Тинчлик махалля.

- 42 махалля сельских сходов граждан:

1. Бандбаши махалля,
2. Даргабоги махалля,
3. Жигачи махалля,
4. Корахожи махалля,
5. Кетмондугди махалля,
6. Мирзакалъа махалля,
7. Сайёд махалля,
8. Солур махалля,
9. Чандирабад махалля,
10. Шуррабад махалля,
11. Зиёрат махалля,
12. Янгикалъа махалля,
13. Даргали махалля,
14. Казан махалля,
15. Каракуль махалля,
16. Караун махалля,
17. Янгизамон махалля,
18. Куввача махалля,
19. Куйи Янгибазар махалля,
20. Кулончи махалля,
21. Маллаишайх махалля,
22. Чандиробод махалля,
23. Човли махалля,
24. Шурработ махалля.
25. Мустакиллик махалля,
26. Мироб махалля,
27. Камолот махалля,
28. Регихайдар махалля,
29. Арабхона махалля,
30. Шакарбек махалля,
31. Янги турмуш махалля,
32. Ташаббус махалля,
33. Истиклол махалля,
34. Тожикент махалля,
35. Пайкенд махалля,
36. Арна махалля,
37. Коракулончи махалля,
38. Дурман махалля,
39. Дехканобод махалля,
40. Вахим махалля,
41. Хужакон махалля,
42. Алика хужа махалля,

## История
13 февраля 1943 года 5 сельсоветов Каракульского района были переданы в новый Алатский район.